# St. Ulrich (Steinkirchen)

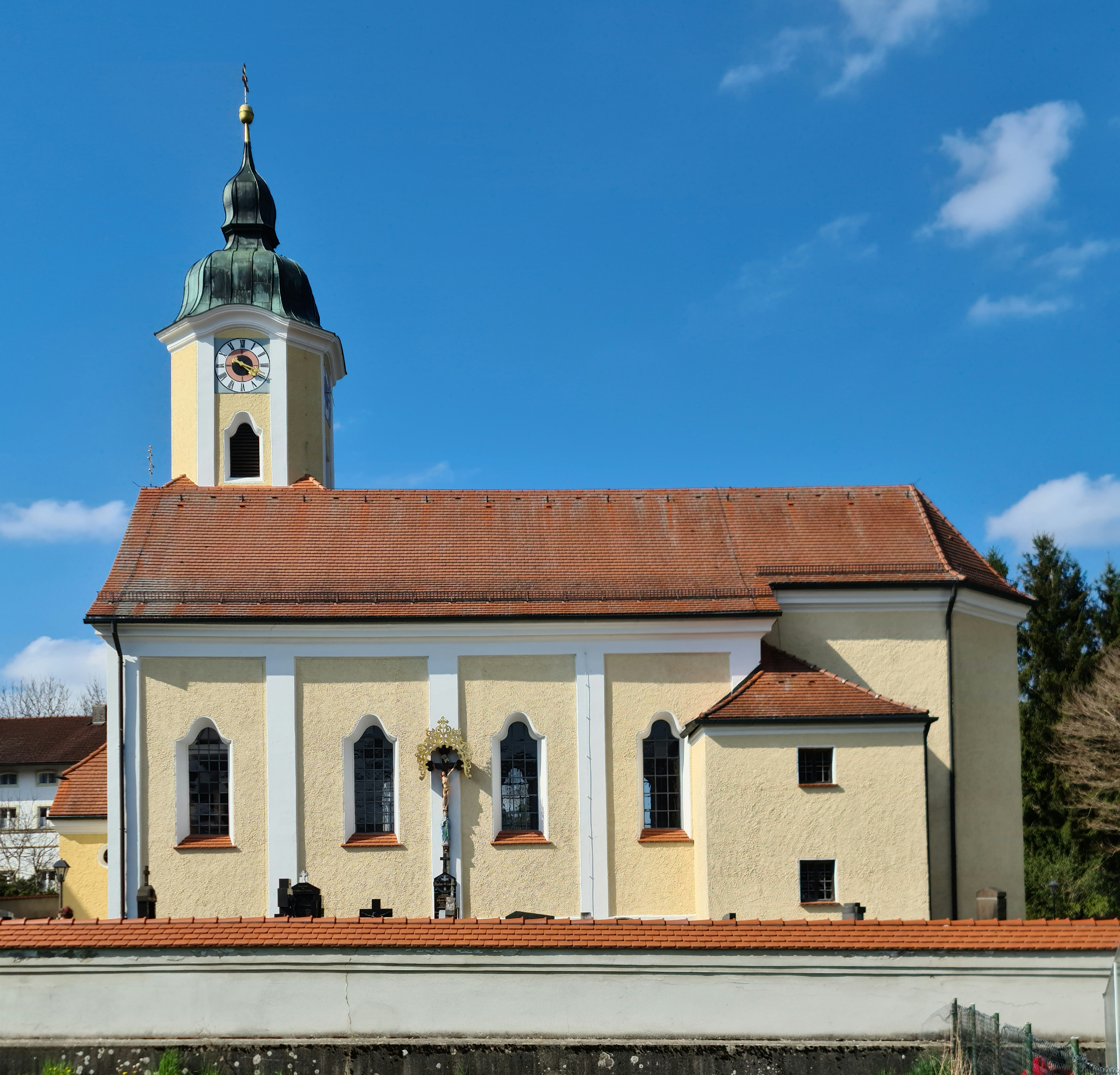
St. Ulrich in Steinkirchen

Innenraum

Die römisch-katholische Filialkirche St. Ulrich steht in Steinkirchen, einem Gemeindeteil von Obertaufkirchen im oberbayerischen Landkreis Mühldorf am Inn. Sie ist in der Liste der Baudenkmäler in Obertaufkirchen unter der Nr. D-1-83-135-26 eingetragen. Die Kirche gehört zum Dekanat Mühldorf im Erzbistum München und Freising.

## Geschichte
Die Kirche hatte unter den Filialkirchen in Obertaufkirchen eine besondere Stellung, da sie der Dienstsitz eines Kooperators war. Daher besaß sie einen eigenen Friedhof und verwahrte seit 1815 das Allerheiligste im Tabernakel. Die Gestaltung der Kirche geht im Wesentlichen auf eine Renovierung im Jahr 1948 zurück. Im Zuge dieser Maßnahme schuf L. Maillinger aus Mühldorf die Altarblätter und die vier Deckenfresken neu. 1992 erhielt die Kirche neue Bronzeglocken.

## Beschreibung
Die barocke Saalkirche wurde nach einer Inschrift an der Außenseite des Presbyteriums 1672 erbaut. Sie besteht aus dem 1723/24 durch Silvester Mayerhofer neu errichteten und 1908 nach Plänen des Bezirksbaumeister Wallenreuter nach Westen verlängerten Langhaus zu drei Jochen, dem eingezogenen, dreiseitig geschlossenen Chor im Osten und der Sakristei an der Südwand des Chors. 
Im Zuge der Erweiterung musste der ursprüngliche Kirchturm im Westen abgebrochen und an der Nordwestecke des Langhauses in neobarocken Formen für das geplante Geläut neu gebaut werden. Sein oberstes achteckiges Geschoss enthält die Turmuhr und den Glockenstuhl. Darauf sitzt eine Glockenhaube, die von einer Laterne bekrönt wird.
Der Innenraum ist mit Stichkappengewölben überspannt. Im Gemälde des Altarblatts des spätbarocken Hochaltars von 1730 schaut Bischof Ulrich vor der Ungarnschlacht zu Jesus hinauf und ein Engel reicht ihm das später so genannte Ulrichskreuz. Zwischen Ulrich und Engel sind der Steinkirchner Kirchturm und einige umgebende Gebäude zu erkennen. Der linke Seitenaltar aus der gleichen Zeit zeigt auf dem Gemälde eine Darstellung der Erscheinung Mariens in Fatima. Auf dem Altarblatt des im Jahr 1803 aufgestellten rechten Seitenaltars wird der hl. Josef mit Jesus bei der Arbeit dargestellt. Die Deckenfresken im Langhaus zeigen den hl. Ulrich als Helfer der Armen und als Kirchenbauer.

## Orgel

Innenraum mit Orgel

Die rein mechanische  Kegelladen-Orgel auf der oberen Empore mit sechs Registern, verteilt auf ein Manual und Pedal, wurde 1897 von Jakob Müller mit einem nachklassizistischen Prospekt gebaut. Die Disposition lautet:
| Manual C–f3 |    |
| Principal   | 8′ |
| Gedeckt     | 8′ |
| Gamba       | 8′ |
| Salicional  | 8′ |
| Fugara      | 4′ |

| Pedal C–d1 |     |
| Subbaß     | 16′ |

- Koppel: M/P